# François Pierre Amey
François Pierre Amey   (Sélestat, 2 d'octubre de 1768 - Estrasburg, 16 de novembre de 1850) François Pierre Joseph Amey, baró d'Amey, va ser un general francès de la Revolució i de l'Imperi. Va participar notablement a les columnes infernals durant la guerra de Vendée.

## Biografia
Fill de François Pierre, cirurgià major del regiment suís de Waldner, i d'Ursule Collignon, ingressà com a cadet l'1 d'octubre de 1783 al regiment de Vigier, on obtingué un avanç força ràpid.
Subtinent el 18 de juny de 1788, va fer la seva primera aparició als carrers de Nancy el 31 d'agost de 1790 amb el regiment de Châteauvieux. Destituït el 7 d'octubre de 1792, va ser nomenat capità de la 1a companyia de la Legió del Rin el 10 del mateix mes. Va passar gairebé immediatament a l'exèrcit de les costes de La Rochelle, després a l'Oest, i va servir amb distinció a les ordres de Duhoux, Menou, Kléber i Marceau. Nomenat ajudant general cap de batalló el 23 de juny de 1793, aleshores ajudant general cap de brigada el 4 de brumari any II (25 d'octubre de 1793), va ser ascendit a general de brigada el 8 de brumari any II (29 d'octubre de 1793). Va destacar més particularment a la presa de Le Mans els dies 12 i 13 de desembre de 1793, on va fer matar un cavall sota seu. Va participar en la revolta de la Vendée fins al setembre de 1794, on va comandar la guarnició de Mortagne i va lluitar al costat de les columnes infernals.
El 24 de març de 1794, els oficials municipals Morel i Carpenty van escriure a la Convenció Nacional que les tropes d'Amey, a Montournais i Epesses, llançaven dones i nens vius als forns de pa:
| « | "L'Amey té els forns encesos i quan estan ben escalfats, hi tira les dones i els nens. Li vam fer repressions; i ens va dir que així era com la República volia fer el seu pa. Primer, vam condemnar a les dones bandoleres a aquest tipus de mort i vam dir molt poc; però avui els crits d'aquests miserables van entretenir tant els soldats i Turreau que van voler continuar aquests plaers. Trobant a faltar les dones dels reialistes, es recorren a les dones dels veritables patriotes. Ja, que sabem, vint-i-tres han patit aquesta horrible tortura i només eren culpables d'adorar la nació. La vídua Pacaud, el marit de la qual va ser assassinat a Chatillon pels brigands durant l'última batalla, es va veure, amb els seus quatre néts, tirats al forn. Volíem interposar la nostra autoritat, els soldats ens van amenaçar amb correr la mateixa sort." | » |

No obstant això, per a l'historiador Alain Gérard, l'autenticitat d'aquest passatge és dubtosa perquè el text sembla provenir de l'historiador legitimista Jacques Crétineau-Joly: "un escriptor profund i partidari, i que té sentit de la fórmula" i "que no només no cita les seves fonts sinó que, segons la moda de l'època, no es molesta a inventar-les, sempre que siguin certes".
Després va ser emprat als exèrcits dels Alps i del Rin des de l'any III fins a l'any VIII. El 18 de Brumari, Amey es trobava a Saint-Cloud i va ser un dels testimonis actius d'aquest cop d'estat que va fer sortir el Consolat de les ruïnes del Directori. Immediatament després d'aquest famós dia, Amey va ser adscrit a la 17a divisió i posteriorment es va convertir en president de la junta de revisió.
El 21 de l'any Brumari), membre de la Legió d'Honor i comandant de l'ordre el 25 de Prairial Any XII (14 de juny de 1804). En aquest moment va rebre a la 2a divisió militar, comandament que va mantenir fins al 1808. Creat baró de l'Imperi el 19 de març de 1808, va rebre dues dotacions de 2.000 francs cadascuna a Westfàlia.
Durant la Guerra del Francès, va ser desvinculat del servei d'interior i va assistir al famós setge de Girona el novembre de 1809. Els espanyols no tenien munició i eren víctimes cada dia d'una malaltia epidèmica, quan el mariscal Augereau va donar l'ordre al general Pino de retirar-se del barri de la marina. Aquesta ordre s'executa amb total èxit. Tanmateix, els espanyols, havent intentat una sortida general per reconquistar el barri, el general Amey, que ocupa una posició per sota de Montjuic, ve a agafar l'enemic de flanc, el llença en una completa derrota i elimina els reductes del El Calvari i el Capítol.
El 1812, el general Amey va fer la campanya de Moscou sota les ordres del mariscal Oudinot. El paper que va tenir en la batalla de Polotsk els dies 17 i 18 d'agost, i les seves habilitats de maniobres durant la retirada, li van valer una menció honorífica als butlletins oficials. El 19 de novembre va ser ascendit al grau de general de divisió.
El punt culminant de la ironia: després de les massacres que havia ordenat durant la revolta de la Vendée, el 8 de juny de 1814, el baró Amey va ser nomenat cavaller de Saint-Louis per Lluís XVIII; llavors va comandar la 2a subdivisió de la 2a divisió militar, sota les ordres. del duc de Tàrent. El 4 de març de 1815 va assistir a la recepció que el mariscal va fer a Llemotges als ducs i a la duquessa d'Angoulema, un enfocament que l'etiqueta requeria. Després del 20 de març, va enviar la seva adhesió a l'emperador. Admès a la jubilació el 9 de novembre de 1815, amb una pensió de 6.000 francs, es mantingué allunyat dels negocis a partir d'aleshores. El 7 de febrer de 1831 fou col·locat en el quadre d'oficials generals segons disposava. Va tornar al càrrec retirat el 1833.
Es va casar primer amb Anna Marguerite Elisabeth Hantzler i, i per segona vegada, amb Caroline Henriette Charlotte de Polentz. De l'11 de febrer de 1820 al 9 d'agost de 1830 fou alcalde de Sélestat, la seva ciutat natal. El 16 de març de 1972 el Consell Municipal de Sélestat va donar nom a una nova rambla. Va morir el 16 de novembre de 1850, a Estrasburg, a casa seva, al número 3 de la rue de la Mésange, i va ser enterrat al cementiri de Sainte-Hélène d'aquesta ciutat.
Un dels seus contemporanis, el general Auguste Jean Ameil, el va descriure com un «home molt mediocre».

## Honors
És un dels 660 oficials que tenen el seu nom gravat sota l'arc de triomf de l'Estrella.